# تشارلز فورسمان
تشارلز فورسمان (بالإنجليزية: Charles Forsman)‏ هو فنان قصص مصورة أمريكي، ولد في 1982.
شارلز فورسمان  خريج مركز دراسات الرسوم المتحركة. حصل على جائزة Ignatz ثلاث مرات عن فيلمه الهزلي المصغر الذي نشره بنفسه Snake Oil. استمر في إدارة مطبعة صغيرة تسمى Oily Comics حيث نشر العديد من رسامي الكاريكاتير الصاعدين. منذ ذلك الحين ، ركز على عمله الخاص في إنشاء الرسوم الهزلية مثل The End of the Fucking World و Revenger و Slasher و I Am Not Okay With This.